# Плавецке Подхрадје
Плавецке Подхрадје (слч. Plavecké Podhradie) насељено је мјесто са административним статусом сеоске општине (слч. obec) у округу Малацки, у Братиславском крају, Словачка Република.

## Становништво
| Година:    | 1994. | 2004.   | 2014.   | 2024.   |
| ---------- | ----- | ------- | ------- | ------- |
| Број људи: | 692   | 696     | 674     | 727     |
| Разлика:   |       | +0,57 % | -3,16 % | +7,86 % |

| Година:    | 2023. | 2024.   |
| ---------- | ----- | ------- |
| Број људи: | 719   | 727     |
| Разлика:   |       | +1,11 % |

Према подацима о броју становника из 2024. године насеље је имало 727 становника.